# Валльдюрн
Валльдюрн (нім. Walldürn) — місто в Німеччині, знаходиться в землі Баден-Вюртемберг. Підпорядковується адміністративному округу Карлсруе. Входить до складу району Неккар-Оденвальд.
Площа — 105,88 км2. Населення становить 11 601 ос. (станом на 31 грудня 2020).